# 上田貞次郎

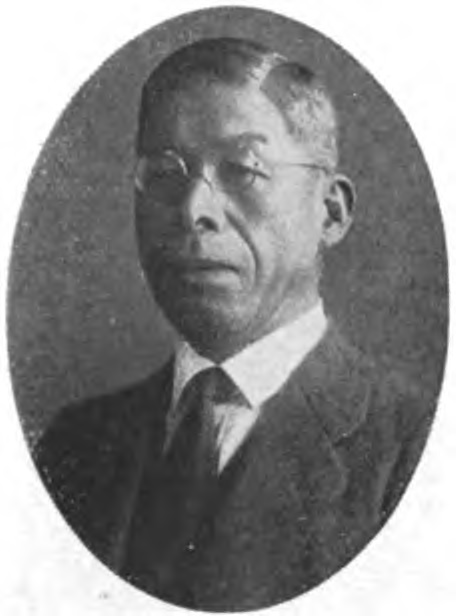
上田貞次郎

上田 貞次郎（うえだ ていじろう、1879年5月12日 - 1940年5月8日）は日本の経営学者、経済学者。経営学という概念を命名・提唱した。1937年、帝国学士院会員。1932年、勲二等瑞宝章。1940年、正三位勲二等旭日重光章。

## 略歴
東京府麻布生まれ。
上田家は祖父の代まで町人であったが、父上田章が漢学をやったために、士族に引き上げられた。
旧制正則中学校（現正則高等学校）を経て、1902年に高等商業学校（現一橋大学）専攻部貿易科卒、同年福田徳三に師事。卒業後イギリスやドイツ等に留学し、アシュレーやシドニー・ウェッブ夫妻等の下で学ぶ。1919年、法学博士。1925年、如水会常務理事。
1902年、高等商業学校嘱託講師となり、1905年に同教授。1936年、三浦新七の後任として、東京商科大学（現一橋大学）学長に就任し、東京商科大学予科主事事務取扱併任。東京海上社長を務めた各務鎌吉の遺産をもとに東亜経済研究所を設立し、初代所長に就任。学長在任中の1940年に盲腸炎で慶應義塾大学病院にて急逝。在学生の寄付により、一橋大学国立キャンパスに胸像が建てられた。
1918年、商学会を設立し同幹事就任。1928年、志立鉄次郎や平生釟三郎とともに自由通商協会を設立し同常務理事。1933年、人口問題研究会理事。1940年、国立人口問題研究所（現国立社会保障・人口問題研究所）参与。
1916年、徳川家理事。1919年、第1回国際労働会議（国際労働機関の総会）政府代表顧問に代表の鎌田栄吉に請われ就任。1926年、徳川家顧問。1927年、国際経済会議日本代表に首席代表の志立鉄次郎に請われ就任。1933年および1936年、太平洋会議日本代表等も歴任。
徳川頼貞のケンブリッジ大学留学に同行。墓所は多磨霊園。

## 門下生
門下に一橋大学教授や日本学士院会員等を歴任した上田辰之助、東京商科大学教授を辞し実業界に転じた猪谷善一、会計学者の太田哲三、思想史家の金子鷹之助、経済学者の山中篤太郎、経営学者の増地庸治郎、経営学者の平井泰太郎、経営学者の末松玄六、人口問題研究の美濃口時次郎、経済学者の山口茂、経営学者の竹中龍雄、経済史家の徳増栄太郎等。
上田ゼミナール出身者としては、茂木啓三郎（キッコーマン第2代社長・中興の祖）、正田英三郎（元日清製粉社長、美智子上皇后の父）、森泰吉郎（森ビル設立者）、小坂善太郎（元外務大臣）、安居喜造（元東レ会長）、川村勝巳（元大日本インキ化学工業社長）、一井保造（元三井船舶社長）等がいる。

## 家族・友人
父は儒学者で、紀州藩藩校明教館寮長や紀州藩公用局副知事等を務めた上田章。
二男の上田良二は物理学者で名古屋大学教授を務めた。社会学者で名古屋大学准教授の上村泰裕は曾孫。
台北高等商業学校校長を務めた高商同期の切田太郎とは三々会（明治33年卒）を結成するなど親しく交際した。また、先輩では關一第7代大阪市長や会計学者の下野直太郎と親しかった。

## 著書
- 『外国貿易原論』上田貞二郎 普及社 1903
- 『商業史教科書 日本之部』上田貞二郎 三省堂 1905
- 『株式会社経済論』冨山房 1913
- 『戦時経済講話』冨山房 1915
- 『英国産業革命史論』同文館 1923 講談社学術文庫、1979（解説:猪谷善一）
- 『社会改造と企業』同文館 1926
- 『国際経済会議と其問題』編 同文館 1927
- 『新自由主義』同文館 1927
- 『株式会社論』日本評論社 社会科学叢書 1928
- 『新自由主義と自由通商』同文館 1928
- 『産業革命史』経済学全集 改造社 1930
- 『商業政策』日本評論社 現代経済学全集 1930
- 『商工経営』千倉書房 1930
- 『最近商業政策』日本評論社 1933
- 『経済政策』文精社 1936
- 『経営経済学総論』東洋出版社 1937
- 『日本人口政策』日本経済政策大系 千倉書房 1937
- 『白雲去来』中央公論社 1940
- 『上田貞次郎全集』日本評論社

第2巻 株式会社論 1944
第6巻 (人口問題) 1943
- 『上田貞次郎日記』全3巻 上田貞次郎日記刊行会 1963-65
- 『上田貞次郎全集』編者:猪谷善一,山中篤太郎,小田橋貞寿 上田貞次郎全集刊行会・第三出版 (製作)

第1巻 (経営経済学) 1975
第2巻 (株式会社経済論) 1975
第3巻 (産業革命) 1976
第4巻 (社会改革と企業) 1975
第5巻 (貿易関税問題) 1975
第6巻 (日本人口論) 1976
第7巻 (新自由主義) 1976
- 『上田貞次郎全集 解説と栞』上田貞次郎全集刊行会 1976